# Tony Canzoneri
Tony Canzoneri (ur. 6 listopada 1908 w Slidell w Luizjanie, zm. 9 grudnia 1959 w Nowym Jorku) – amerykański bokser, zawodowy mistrz świata kategorii piórkowej, lekkiej i junior półśredniej.
W młodym wieku przeniósł się wraz z rodziną do Nowego Jorku i z tym miastem związał swoją karierę bokserską. Zadebiutował jako bokser zawodowy w 1925, a już 26 marca 1927 w Chicago, w wieku 19 lat, stoczył pierwszą walkę o wakujący tytuł mistrza świata kategorii koguciej z Budem Taylorem, którą zremisował. W walce rewanżowej 24 czerwca tego roku w Chicago wygrał Taylor, który tym samym został mistrzem świata. Ich trzecią walkę (tytuł nie był stawką) wygrał Canzoneri 30 grudnia 1927. 
24 października 1927 Canzoneri zdobył wakujący tytuł mistrza świata wagi piórkowej organizacji NYSAC, po wygranej w Nowym Jorku z byłym championem Johnnym Dundee. 10 lutego 1928 w Nowym Jorku został uniwersalnym mistrzem świata w tej kategorii po pokonaniu na punkty Benny'ego Bassa. Stracił ten tytuł 28 września tego roku po niejednogłośnej przegranej z Francuzem André Routisem, którego pokonał w następnym roku, ale nie w walce o mistrzostwo świata. 2 sierpnia 1929 w Chicago Canzoneri próbował zdobyć mistrzostwo świata wagi lekkiej, ale uległ obrońcy tytułu Sammy'emu Mandellowi. 
W 1930 Canzoneri walczył początkowo ze zmiennym szczęściem, gdyż pokonali go Jack Kid Berg i Billy Petrolle, a pokonał m.in. Benny'ego Bassa, ale 14 listopada w Nowym Jorku znokautował w 1. rundzie mistrza świata wagi lekkiej Ala Singera i został nowym czempionem.
24 kwietnia 1931 w Chicago zmierzyli się Canzoneri i ówczesny mistrz świata wagi junior półśredniej Jack Kid Berg. Stawką były oba tytuły mistrza świata. Canzoneri znokautował Berga w 3. rundzie i został podwójnym mistrzem świata (ówczesne przepisy pozwalały na równoległe posiadanie pasów mistrzowskich w różnych kategoriach przez jednego boksera. Poza Canzonerim sztuki tej dokonali tylko Barney Ross i Henry Armstrong). W tym samym roku obronił tytuł w obu kategoriach wygrywając na punkty z Bergiem 15 września i z Kidem Chocolate 20 listopada, oba razy w Nowym Jorku, a także zwycięsko walczył w obronie tytułu w wadze junior półśredniej z Cecilem Payne 13 lipca w Los Angeles i z Phillym Griffinem 29 października w Newark.
18 stycznia 1932 w Filadelfii utracił tytuł mistrza wagi junior półśredniej po porażce z Johnnym Jadickiem, który pokonał go również w rewanżu 18 lipca tego roku. 4 listopada 1932 Canzoneri obronił tytuł w wadze lekkiej po wygranej z Billym Petrolle.
Przegrał na punkty w Wesleyem Rameyem 20 kwietnia 1933 w Grand Rapids, a 21 maja tego roku w Nowym Orleanie odzyskał tytuł w wadze junior półśredniej po pokonaniu Battlinga Shawa. W następnej walce 23 czerwca 1933 w Chicago utracił oba tytuły przegrywając z Barneyem Rossem, któremu uległ także w rewanżu 12 września tego roku w Nowym Jorku. następnie pokonał wielu znanych bokserów: czterokrotnie Frankiego Klicka w latach 1933-1935, Kida Chocolate przez nokaut w 2. rundzie 14 listopada 1933, Baby Arizmendiego 13 marca 1934, Polaka Edwarda Rana przez nokaut w 2. rundzie 7 stycznia 1935 w Newark.
10 maja 1935 w Nowym Jorku zdobył ponownie wakujący tytuł mistrza świata wagi lekkiej po pokonaniu na punkty Lou Ambersa. Pokonał w obronie tytułu Ala Rotha 4 października tego roku, ale przegrał rewanż z Ambersem 3 września 1936 tracąc mistrzostwo. Ambers pokonał go również w trzecim pojedynku 7 maja 1937. Była to ostatnia walka Canzoneriego o tytuł. W 1936 wygrał z Johnnym Jadickiem i Jimmym McLarninem, który pokonał go w rewanżu w tym samym roku. Po walce z Ambersem Canzoneri walczył jeszcze przez dwa lata, ale z mniej znanymi pięściarzami. W swej ostatniej walce 1 listopada 1939 przegrał pierwszy raz w życiu przez techniczny nokaut z Alem „Bummy” Davisem.
Po zakończeniu kariery próbował sił jako aktor, prowadził również znaną restaurację w Nowym Jorku, jednak bez sukcesów finansowych.
W 1990 został wybrany do Międzynarodowej Bokserskiej Galerii Sławy.